# 清亮燭光魚
清亮燭光鱼（学名：Polyipnus clarus）为輻鰭魚綱巨口魚目褶胸鱼科的其中一種。分布於西大西洋區，包括美國、加拿大及古巴等海域，為深海魚類，會進行垂直性洄游。